# مارگریت لون
مارگِریت لون (به فرانسوی: Marguerite Long) (۱۳ نوامبر ۱۸۷۴ – ۱۳ فوریهٔ ۱۹۶۶) نوازندهٔ پیانو و معلم موسیقی اهل فرانسه بود.
او دانش‌آموختهٔ «کنسرواتوار پاریس» و از شاگردان آنری فیسو و آنتوان فرانسوا مارمونتل بود. مارگِریت بعدها خودش استاد پیانو در همین مرکز آموزشی شد و شاگردان فراوانی تربیت کرد. او همچنین از دوستان موریس راول، آهنگساز بزرگ فرانسوی، بود، و راول قطعاتی را به او و همسرش، ژوزف دو مارلیاو، موسیقی‌شناس و نویسندهٔ کتابِ کوارتت‌های زهی بتهوون (چاپ ۱۹۲۵)، که در اوت ۱۹۱۴ در جریان جنگ جهانی اول کشته شد، تقدیم کرده‌است.
مارگِریت در سال ۱۹۴۳ به همراه ژاک تیبو، رقابت‌های بین‌المللی مارگِریت لون-ژاک تیبو را بنیاد نهاد که هر سه سال یک بار، در پاریس برگزار می‌شود و نوازندگان مستعد پیانو و ویولن از جاهای مختلفِ جهان در آن شرکت می‌کنند. از سال ۲۰۱۱ و به افتخارِ سوپرانوی فرانسوی رژین کرسپن، یک بخش «آواز» هم به این رقابت‌ها افزوده شده‌است.
مارگِریت لون نشان فرمانده لژیون دونور فرانسه را دریافت کرد.
مارگِریت در ۹۱ سالگی در پاریس درگذشت.